# Rubén Escobar
Rubén Escobar  (Villarrica, 6 de febrero de 1991, es un futbolista paraguayo que juega de guardameta y actualmente juega en Envigado de la primera división de la liga colombiana

## Trayectoria

### Inicios
Inicio su carrera deportiva en el año 2010 en las inferiores del Club Libertad de Paraguay además ha  tenido recorrido por varios equipos del fútbol Paraguayo y una experiencia internacional con el Club San José de Bolivia.

## Clubes
| Club                 | País     | Año           |
| -------------------- | -------- | ------------- |
| Libertad             | Paraguay | 2010-2013     |
| Olimpia              | Paraguay | 2013-2015     |
| San José             | Bolivia  | 2015          |
| Rubio Ñu             | Paraguay | 2016          |
| General Caballero ZC | Paraguay | 2017          |
| General Díaz         | Paraguay | 2018          |
| Sol de América       | Paraguay | 2019          |
| Sportivo Luqueño     | Paraguay | 2020          |
| Sol de América       | Paraguay | 2020-2021     |
| Guaireña             | Paraguay | 2022          |
| 9 de Octubre         | Ecuador  | 2022          |
| Palmaflor            | Bolivia  | 2023          |
| General Caballero    | Paraguay | 2023          |
| Resistencia SC       | Paraguay | 2024-presente |